# Pro Wrestling America Live
La PWA è una federazione statunitense di wrestling fondata nel 2007. Il presidente attualmente è Mark Benomy.

## Storia
La federazione venne fondata nel 2007 da Joshua James Duprey, che rimase presidente fino al 2017, anno in cui si ritirò dalla carica e arrivò Mark Benomy.

## Show televisivi
Gli show di punta della PWA attualmente sono, SuperShow e PWA Night Live.

### PWA SuperShow
PWA SuperShow è l'evento principale della PWA e viene trasmesso negli Stati Uniti d'America il sabato e il mercoledì.

### PWA Night Live
PWA Night Live è lo show secondario della PWA che va in onda ogni giovedì e domenica.

## Cinture e riconoscimenti
| Titolo                   | Campione/i attuale/i | Vinto il | Show\PVP | Campione uscente |
| ------------------------ | -------------------- | -------- | -------- | ---------------- |
| PWA Championship         | Vacante              |          |          |                  |
| PWA Tag Championship     |                      |          |          |                  |
| PWA Inferno Championship |                      |          |          |                  |
| PWA Galactic Champion    |                      |          |          |                  |